# Blue Exorcist
Blue Exorcist (青の祓魔師, Ao no Ekusoshisuto), connu également sous le nom Ao no Exorcist, est un shōnen manga écrit et illustré par Kazue Kato. Il est prépublié depuis avril 2009 dans le magazine Jump Square de l'éditeur Shūeisha, et trente-deux tomes sont sortis en mai 2025. La version française est éditée par Kazé depuis mai 2010.
Une adaptation en série télévisée d'animation de 25 épisodes produite par A-1 Pictures est diffusée entre le 17 avril 2011 et le 2 octobre 2011 sur TBS au Japon. En France, elle est licenciée par Kazé qui la propose en simulcast payant à la suite de sa diffusion au Japon ainsi qu'en DVD et Blu-ray. Elle est également diffusée à la télévision sur France Ô depuis septembre 2012 et sur MCM depuis janvier 2013. Un film d'animation est également sorti en décembre 2012, et différents produits dérivés ont vu le jour. Une seconde saison de 12 épisodes toujours produite par A-1 Pictures est diffusée entre janvier et mars 2017. Une troisième saison de 12 épisodes est diffusée entre le 6 janvier et le 23 mars 2024 au Japon. Une quatrième saison est sorti le 5 octobre 2024 et diffusée jusqu'au 22 mars 2025.

## Synopsis
Le monde de Blue Exorcist se compose de deux dimensions qui s'opposent comme deux faces de miroirs. Le premier est le monde dans lequel les êtres humains vivent, Assiah. L’autre est le monde des démons, la Géhenne. Normalement, le voyage et même toute forme de contact entre les deux est impossible. Toutefois, les démons peuvent passer dans ce monde en possédant tout ce qui existe en son sein. Satan est le dieu des démons, mais il y a une chose qu’il n’a pas : un réceptacle dans le monde humain assez puissant pour le contenir. À cette fin, il a engendré Okumura Rin et Okumura Yukio (mais seul Rin a hérité des pouvoirs de Satan, Yukio étant trop faible), ses fils, d’une femme humaine, mais ces derniers sont-ils en accord avec ses plans, ou doivent-ils devenir autre chose ? Après avoir tué le père gardien Fujimoto, lors d’une tentative qui aurait dû permettre à Rin de retourner dans le monde des démons, il lui donne un rêve : devenir un exorciste pour vaincre le dieu des démons.

## Personnages

### Personnages principaux
Rin Okumura (奥村 • 燐, Okumura Rin)
Le protagoniste, âgé de quinze ans dans l’histoire, est le fils de Satan et est né d’une femme humaine. Il est aussi l’héritier des pouvoirs de Satan. Ces derniers ont été scellés à sa naissance dans le sabre enchanté Kurikara, ou Komaken, par Mephisto. Cela lui permettait de vivre une vie normale. Rin a pris conscience de sa véritable identité après que Kurikara ne puisse plus contenir les flammes bleues qu'il a hérité de son géniteur, et ces événements ont conduit à la mort de son tuteur, le père et exorciste Fujimoto Shiro des mains même de Satan, qui a tenté par la même occasion d'envoyer Rin dans le royaume des démons. Après les funérailles de son père adoptif, Rin fut confronté à Mephisto Pheles et les chevaliers de la Croix-Vraie. Mephisto lui proposa alors de se rendre pour être exécuté, de s'enfuir en tuant l'escouade de la Croix-Vraie ou de se suicider. Au lieu de cela, Rin demanda à devenir un exorciste, idée qui amusa Mephisto. Rin a ensuite été inscrit personnellement par Mephisto dans l'académie de la Croix-Vraie, et depuis poursuit son objectif de devenir un Saint paladin pour vaincre Satan en entrant dans cette école et se fait de nouveaux amis bien qu'au départ il ne soit pas très apprécié. Rin tomba amoureux de Shiemi (une camarade de sa classe qu'il a rencontré au premier épisode) mais ce dernier pense qu'elle aime son frère. Il est actuellement aspirant et tente d’obtenir la qualification de Chevalier, ou paladin dans le manga (un exorciste qui se bat avec une épée).
Rin peut puiser dans le pouvoir qu'il a hérité de Satan en utilisant son katana (Kurikara ou Komaken). Le sabre, une fois sorti de son fourreau agit alors comme un portail vers la Géhenne (le monde des démons) qui fait retourner Rin à sa forme démoniaque. Sous forme humaine, il présente déjà un certain nombre de traits physiques qui sont des signes de sa nature démoniaque, tels que des dents pointues, des oreilles légèrement pointues et une queue noire (qu'il tient cachée sous sa chemise). Mais sous forme de démon, Rin possède deux flammes bleues qui flottent au-dessus de sa tête, une sur la queue, de longues oreilles d’elfe et ses yeux virent au bleu lumineux. Dans ses deux formes, Rin peut converser par télépathie avec les démons et user de la puissance destructrice de ses flammes bleues. Cependant, quand il dégaine Kurikara et devient démon, la puissance des flammes augmente de façon spectaculaire et conduit même souvent Rin à être « consumé » par ses propres feux, ce qui lui fait perdre l'esprit. Rin apprendra plus tard dans le manga à contrôler ses flammes pour ne blesser personne et surtout pour gagner en puissance. Rin a aussi un démon familier Cait Sith, Kuro, qui appartenait initialement au père Fujimoto. Il est profondément amoureux de Shiemi mais est persuadé qu'elle, aime son frère, Yukio.
Il est bien plus tard révélé que le Komaken, plus qu'une simple porte, contient le cœur démoniaque de Rin et sa destruction aurait pu lui être fatale. Heureusement, Rin s'est régénéré après une nécrose, preuve qu'il est devenu assez fort pour pouvoir fusionner avec son coeur démoniaque. Il s'est alors transformé : ses cheveux et la fourrure de sa queue se sont éclaircis, et des cornes de flammes bleues sont apparues sur sa tête.
Yukio Okumura (奥村 • 雪男, Okumura Yukio)
C'est le frère jumeau de Rin et il est donc âgé lui aussi de quinze ans. Bien que les pouvoirs de Satan dussent être partagés entre eux, en raison de la faiblesse de son corps à la naissance, il n'en a pas hérité. Yukio a subi un traumatisme malin à la naissance de son frère, il distinguait donc les démons depuis tout petit, contrairement aux personnes ordinaires et à Rin. Il semble être, tout comme son frère, amoureux de Shiemi mais cela reste à confirmer. Yukio a été secrètement formé pour devenir un exorciste depuis l'âge de sept ans afin de veiller sur ce dernier, grâce à l’aide de Fujimoto. Bien que Yukio et Rin soient dans leur première année à l’Académie de la Croix-Vraie, Yukio enseigne déjà la pharmacologie anti-démons à la classe de Rin. On dit souvent que Yukio est un génie, qualifié au titre de Dragon et de Soigneur. Il est actuellement classé comme un exorciste Moyen de première classe. Il n'arrive pas cependant à accepter le pouvoir de son frère dont il n'a pas hérité.
Il n'en a pas conscience mais il a une rancœur profonde envers Rin, en effet, le père Fujimoto lui a appris à combattre les démons tandis que Rin n'a jamais eu à s'en inquiéter. Il cherche constamment des réponses surtout depuis la mort du père, sur ses origines, sa mère, sur Satan... Il est révélé plus tard que son corps contient une vague puissance démoniaque, lorsqu'il invoque des naïades alors qu'il n'a jamais appris à le faire, mais aussi quand des flammes bleues apparaissent dans ses yeux. Dans le tome 20, son mental vacille à tel point qu'il entendra Satan mais semble garder le contrôle.
Shiemi Moriyama (杜山 • しえみ, Moriyama Shiemi)
Shiemi est une camarade de classe de Rin et aussi son amie. Avant de rencontrer Rin, Shiemi entretenait le jardin de sa grand-mère tandis que sa mère tenait une boutique Exorcist à l’intérieur de la Vraie Croix Académie. Au cours de sa rencontre avec Rin et Yukio, ces derniers ont pu découvrir que sa force vitale était aspirée par un démon. Après que Yukio (aidé de Rin) eut exorcisé ce démon, Shiemi décida de devenir exorciste et commença à assister aux cours. Il a été révélé plus tard que Shiemi avait du talent pour devenir un Tamer (exorciste invoquant un ou plusieurs démons pour se battre), comme elle l’a montré en invoquant un Esprit Greenman durant un cours. C'est apparemment un talent rare parmi les exorcistes, où seulement quelques-uns sont capables de contrôler des démons de combat. Au début de l'animé, elle démontre une admiration sans bornes pour Yukio ; qu'elle connaissait depuis qu'il est devenu un exorciste confirmé et qu'il est venu la première fois dans la boutique de sa mère. Elle est amoureuse de Rin mais trop immature pour en saisir le sens. Elle devient amie avec Izumo et aide Rin à prendre confiance en lui.
Elle craint Amaimon depuis qu'il a tenté de tuer tout le monde en la prenant en otage, mais trouve plus tard en elle la force de lui faire face. Sa mère cache un secret si terrible que son ambition de devenir exorciste en sera dévastée.
Ryūji Suguro (胜吕 • 竜士, Suguro Ryūji)
Suguro Ryūji est le rival de Rin et le prodige de la classe. Il était l’enfant du Temple Maudit qui a été détruit par Satan, le jour de la Nuit Bleue, il y a 16 ans. Il prend tout au sérieux et fait de son mieux pour devenir un exorciste assez puissant pour pouvoir un jour vaincre Satan (un but qu’il prétend que Rin a usurpé) pour que la Nuit Bleue ne se reproduise plus jamais et pour reconstruire son temple. Actuellement, il cherche à acquérir le titre d'Aria (exorciste qui récite les textes sacrés pour tuer certains démons) et de Dragon (exorciste qui se bat avec des fusils et autres pièces d’artillerie lourde). Il est actuellement Esquires (écuyer).
Il est le fils du grand prêtre de la secte Myoda, qui gardait prisonnier un des plus grands démons des miasmes par le pouvoir de leur familier, le phénix Garuda. Il devient plus tard le disciple de Ruin Rite "Lightning", et enquête avec lui sur la secte Illuminati et les secrets de la Croix-Vraie dont la naissance des frères Okumura.
Konekomaru Miwa (三轮 • 子猫丸, Miwa Konekomaru)
Ami d'enfance de Renzō et Ryūji, il est également de Kyoto. Konekomaru est petit, porte des lunettes rouge et a des oreilles curieusement grandes. Malgré son jeune âge, il est déjà le chef de la famille Miwa en raison de la mort de ses parents. Il est le plus fragile de tous les personnages et est habituellement timide quand il s'agit de parler de ce qu'il a en tête. Il suit généralement Ryūji et Renzō. Il souhaite devenir Aria comme ses deux amis et a également montré qu'il peut arriver à des stratégies complexes dans un court laps de temps. Ils font régulièrement des allusions au chat concernant son nom (Koneko veut dire « chaton » en japonais).
Renzō Shima (志摩 • 廉造, Shima Renzō)
Cinquième fils de la famille Shima, Renzō est un personnage très insouciant, un peu froussard, avec une peur bleue des insectes. Il est très loyal envers Ryūji, son ami d'enfance. Ils ont grandi ensemble avec Konekomaru à Kyoto. Il aime beaucoup les filles et se comporte parfois comme un pervers. Il souhaite devenir un Meister en Aria. Il a les cheveux teints en roses (ceux-ci sont noirs au naturel). Renzō porte sur lui une sorte de bâton pastoral. Il a deux grands frères (Kinzō et Jūzō). Il est un agent double envoyé par l'académie de la Croix-Vraie pour infiltrer les Illuminatis, mais il a affirmé être neutre en réalité et œuvre dans les 2 sens. Il est aussi capable d'invoquer Yamantaka, un démon de haut-rang hérité de son frère tué lors de la Nuit Bleue.
Izumo Kamiki (神木 • 出雲, Kamiki Izumo)
Izumo fait partie des meilleurs élèves. Elle prend souvent les gens de haut, est désagréable avec tout le monde sauf Paku (qui est son amie d'enfance et la seule dans son école qui lui parlait, elle la considère comme sa meilleure amie) et est particulièrement en désaccord avec Bon, avec qui elle se dispute souvent. Bien que la plupart du temps elle soit une personne plutôt difficile, Kamiki semble se soucier de ses camarades et a même essayé de remonter le moral de Shiemi et de Rin dans des moments de déprime (même si elle s'efforce de ne pas le montrer à cause de son orgueil). Elle se révèle être un dompteur capable, en mesure d'invoquer deux Byakko (esprits renards) nommés Uke et Mike. Après un certain arc elle devient plus gentille.
Elle était la fille d'une grande prêtresse que la mauvaise situation familiale a affaibli mentalement devant une entité extrêmement dangereuse. Manquant d'être tuée, elle a alors livré son secret de famille à Illuminati qui en profita pour mener des recherches assez amorales sur elles. Sa sœur Tsukumo en otage, elle a été envoyée suivre l'entrainement de l'académie pour plus tard hériter de l'entité. Mais elle sera sauvée par ses amis et sa mère se sacrifie pour tuer le démon. Il est révélé que sa sœur n'a jamais été en danger, qu'une femme d'Illuminati a contacté la Croix-Vraie pour tenter de les sauver mais seule Tsukumo a pu s'échapper.

### Autres étudiants

#### Cours d'exorcisme
Nemu Takara (宝 • ねむ, Takara Nemu)
Nemu est un élève de la classe d'exorcisme, il parle peu et est assez mystérieux. Il porte toujours une poupée qu'il peut faire parler avec ses dons de ventriloque souvent pour faire une remarque acerbe sur ses camarades. On découvre plus tard qu'il a un talent de dompteur et peut invoquer des poupées. Mephisto révèle qu'il est un exorciste de niveau supérieur et qu'il est dans une classe inférieure où il « s'ennuie ». Mephisto l'avait chargé de surveiller Izumo, connaissant son lien avec Illuminati, puisque sa famille avait déjà adopté Tsukumo.
Il semble que son corps soit en fait la marionnette de sa marionnette, il est plongé dans un sommeil profond et posséderait un étrange pouvoir.
Noriko Paku (朴 朔子, Paku Noriko)
Amie d'enfance d'Izumo, elle l'accompagnera aux cours d'exorcisme bien qu'elle ne possède visiblement aucune aptitude particulière pour ce travail. Elle quittera les cours d'exorcisme après avoir été blessée par une ghoule et sauvée par Shiemi. Malgré tout, elle continue de suivre les cours normaux à l'académie et est restée bonne amie avec Izumo qui s'en voulait de ne pas l'avoir sauvée.

#### Cours normaux
Sei Godaīn (醐醍院 • 誠, Godaīn Sei)
Sei est un élève qui fut exposé aux miasmes, le rendant capable de voir les démons. Il demandera de l'aide à Rin pour résoudre ce qu'il estime être un "cauchemar".

### Autres professeurs

#### Cours d'exorcisme
Mephisto Pheles (メフィスト • フェレス, Mefisuto Feresu)
Méphisto Pheles est le proviseur de l'académie de la Croix-Vraie (où il est connu sous le nom de Johann Faust V) et est aussi un exorciste. Après la mort de Fujimoto, Méphisto avait pour ordre de tuer Rin, mais il a accepté sa proposition, c'est-à-dire rejoindre les exorcistes, et l'a accueilli dans l'académie de la Croix-Vraie. Il possède la capacité unique et particulière de se transformer en un petit chien (mais aussi en d'autres animaux, comme il l'a démontré une fois en se transformant en insecte afin d'écouter une conversation). Il est le chef de la branche tokyoïte et détient le titre de Chevalier Honoraire. Il s'agit en réalité du deuxième seigneur démoniaque, Samaël le Roi du Temps et de l'Espace, ce qui en fait donc le 3e démon le plus puissant, après le 1er seigneur démoniaque, Lucifer le Roi de la Lumière et Satan. Il a une relation conflictuelle avec son frère Lucifer, qui se présente comme le chef des Illuminatis, se battant contre la Croix-Vraie, rendant leur entente impossible. Cependant, ils restent très courtois l'un envers l'autre. Il est responsable de l'infiltration de démons de classe supérieure au sein de l'académie. Son nom est un jeu de mots sur Méphistophélès qui est le nom d'un infâme diable, semblable à son père Satan. Il est présenté comme un homme avec plus d’argent que de bon sens, mais il est très radin (il ne donne que 2 000 yens par mois - l'équivalent d'environ 15 euros - à Rin pour manger). Il pense en réalité que les exorcistes ne sont que des pions sur un échiquier. C'est aussi un otaku.
En tant que roi du temps et de l'espace, il a le pouvoir de les manipuler à sa guise. Il est capable d'exploit tel que bloquer un instant et en faire une réplique parfaite dans une autre dimension spatio-temporelle ou déplacer la conscience de Rin jusqu'à la Gehenne. Il aime réellement les humains mais peut aussi largement ignorer l'éthique pour arriver à ses fins.
Il a pratiquement toujours été en conflit avec Lucifer. Il prétend que Lucifer tenta autrefois de détruire l'humanité avec l'aide de ses 7 frères, or certains s'inquiétant de la suite des événements lui ont tenu tête et ont révélé aux humains à combattre les démons. Samaël a rejoint la croix-vraie fondée par Azazel. Mais 100 ans avant l'intrigue, il a essayé de calmer un Lucifer enragé et prêt à se tuer pour anéantir la planète en créant la section 13 pour mener des recherches le clonage puis sur l'immortalité. Tous les 8 rois ont donné leur ADN en quête du réceptacle parfait, mais ont provoqué à la surprise générale l'incarnation de Satan lui-même. Depuis, Méphisto combat Lucifer avec la responsabilité de lui avoir offert tant de nouvelles perspectives.
Shura Kirigakure (霧隠 • シュラ, Kirigakure Shura)
Kirigakure Shura est une exorciste supérieure de première classe et le mentor de Rin. Elle a été formée sous la direction de Fujimoto Shiro pour obtenir le titre de « Meister » Chevalier et peut tirer son épée démoniaque à partir d’un symbole au-dessus sa poitrine quand elle affirme « La pourfendeuse du serpent a huit têtes ». Shura est insouciante dans son travail, elle a la réputation de boire et de dormir trop. Elle semble abriter un sombre passé, comme elle le prétendait, Shiro « est venu et l'a sauvée ». La première fois qu'elle apparaît, elle rompt le combat entre Amaimon et un Rin épuisé. Elle a une dent contre Shiro (qui lui a demandé d’enseigner à Rin la façon d’utiliser Komaken) le traitant de lâche du fait qu'il n'ait pas pu tuer Rin et se dit être destinée à « nettoyer les dégâts de [son] Maître ». Toutefois, Rin souhaite lui prouver que celui-ci n'était pas un froussard et qu'il avait raison de le laisser vivre en devenant un Chevalier, amenant celle-ci à devenir son mentor. Shura connaît aussi Yukio (depuis 3 ans) et le surnomme « quatre yeux » et « petit père froussard ».
Shura est en contrat avec le serpent Hachiro par une de ses ancêtres dont il est tombé amoureux et perpétuait la beauté. Elle savait qu'il finirait par la tuer avant qu'elle vieillisse mais ne s'attendait pas à ce qu'il la force à enfanter. Elle avait pu s'éloigner d'Hachiro en prétendant épouser le père Fujimoto. Ne sachant pas quoi en faire, ce dernier l'avait aussitôt emmené chez nulle autre que Yuri Egin, la mère des frères Okumura. Elle a longtemps méprisé son mentor pour ses choix et cachotteries au sujet de Rin mais finira par admettre qu'elle les aime, se demandant s'il avait prévu un tel retournement.
Igor Neuhaus (イゴール • ネイガウス, Igōru Neigausu)
Exorciste de première classe supérieure connu pour ses capacités d'invocation, il donnera des cours sur le sujet. Survivant de la Nuit Bleue, il semble avoir une dent contre Rin à cause de son affiliation avec Satan. Il ira jusqu'à attaquer les élèves avec ses ghoules, causant des blessures qui auraient pu être fatales à Noriko, bien qu'il soit révélé plus tard qu'il suivait les ordres de Méphisto qui espérait éveiller ses pouvoirs démoniaques. Il disparait après ces incidents, Méphisto affirmant ne pas connaître sa localisation.
C'est un exorciste de rang supérieur 1 (dragon, soigneur, aria) et est aussi le professeur de cercles magiques et de sigillographie de Rin et de ses camarades. C'est un rescapé de la nuit bleue. Il exècre Satan et ses proches. Il attaquera Rin, puis démissionnera de l'académie et sera recherché par le Vatican. Il est le sbire de Méphisto.
Il se terre dans la dimension où Mephisto a gardé la section 13 telle qu'elle était pendant la nuit bleue, curieusement Mephisto ignore qu'il s'y trouve.
Kaoru Tsubaki (椿 薫, Tsubaki Kaoru)
Professeur d'éducation physique et exorciste de première classe intermédiaire, il est connu pour soudainement annuler, interrompre ou quitter ses cours lorsqu'il reçoit un appel d'une femme qu'il surnomme "Chaton".
Terufusa Adachi (足立 輝総)
Professeur d'histoire des démons et exorciste
Susumu Yunokawa (湯ノ川 ススム, Yunokawa Susumu)
Professeur de rites Masho et exorciste

### Autres exorcistes

#### Famille de Rin et Yukio
Shiro Fujimoto (藤本 • 獅郎, Fujimoto Shiro)
Le père Fujimoto a été le tuteur de Rin et Yukio et il est considéré comme l’exorciste le plus puissant qui ait vécu. Il était le seul au monde en mesure de résister à l'emprise de Satan lui-même, car ce dernier guettait en permanence le moment propice pour s'immiscer en Shiro. Fujimoto a pu combattre les tentatives de Satan pour posséder son corps par sa volonté pure. Cependant, après avoir reçu un choc mental par Rin en lui disant qu'il n’était pas son père, Satan a finalement pu prendre possession de son corps, bien que celui-ci ne put tenir longtemps face à la puissance du malin. Fujimoto avait un démon familier, un Cait Sith, qu’il a baptisé Kuro et dont Rin a hérité. Il avait les qualifications d'Aria, Dragon, Dresseur et Soigneur. Il aurait pu être également Chevalier et possédait le rang de Saint Paladin, (le plus élevé des exorcistes).
Il est né dans l'asile, la couverture de la section 13 qui menait les expériences des baals sur le clonage. Lightning a en effet découvert dans son enquête que Shiro était un clone d'Azazel, le roi de l'air, et c'est d'ailleurs littéralement le clone après lui qui a incarné Satan lors de la nuit bleue. On ignore comment Shiro a pu en sortir et est devenu saint paladin mais il est très probable qu'il ait atteint sa maturité avant que les chercheurs n'intensifient les recherches.
Kuro (クロ, Kuro)
Kuro est un Cait Sith, un démon qui possède un chat. Les Cait Sith sont caractérisés par deux longues queues ainsi qu'une longue vie. Il était autrefois la divinité protectrice de la soie. Depuis les temps anciens, en échange de la protection des vers à soie qui sont mangés par les souris, il a reçu des festivals et des offrandes, et vivaient paisiblement avec les humains. Mais les temps ayant changé la production de la soie est devenue obsolète et le peuple a oublié Kuro. Par la suite, il a vu son temple se faire détruire et s'est métamorphosé en démon sous la colère. Lorsque Yukio était encore Exwire, Shiro Fujimoto a été envoyé sur les lieux à cause des événements étranges qui s'y produisaient, causés par Kuro, pour tuer le Dieu devenu démon. Mais après avoir discuté avec Kuro et lui avoir proposé de faire la paix (tout en buvant du vin d'herbe aux chats dont Kuro raffole), ce dernier est devenu son familier. Les deux ont scellé un pacte afin que Kuro devienne le gardien de l'entrée Sud de l'académie de la Croix-Vraie. Un jour, quelque temps après la mort de Shiro, deux employés de l'académie discutent près de lui de cet événement funeste, auparavant voilé à Kuro afin qu'il ne retrouve pas sa forme de démon sous le coup de la tristesse. Mais ce dernier entend la conversation et se met dans une rage folle ; Yukio est appelé afin d'aider à maîtriser, et donc à tuer le démon. Rin s'ajoute à la mission et grâce à la « télépathie entre démons » comprend ce que ressent Kuro et comme l'avait fait Shiro quelques années avant, parvient à le calmer et à en faire son familier. Kuro s'attachera beaucoup à Rin et l'aidera à s'entraîner en retrouvant sa forme de démon et en l'accompagnant durant ses missions. En temps normal, il a la taille d'un chat ordinaire, mais pour se battre, il devient gigantesque, de la taille d'un bus.

#### Famille Moriyama
Moriyama Nee
La mère de Shiemi, elle tient un magasin d'apothicaire réservé aux exorcistes sur le campus de l'Académie de la Croix-Vraie.
Grand-mère de Shiemi
Ninou (ニー, Nii)
Petit homme-vert familier de Shiemi, très joyeux et capable de faire pousser n'importe quelle plante sur lui, ce qui aide bien Shiemi dans ses soins.

#### La secte Myōda
La secte Myōō Dharani (明王陀羅尼宗, Myō'ō Darani-shū), aussi connu sous le nom Vidyaraja Dharani ou simplement Myōda, est un groupe religieux centré sur le bouddhisme fondé il y a 140 ans. Elle possède des exorcistes de haut niveau spécialisés dans l'exorcisme de démons, et se fait un devoir de protéger l'œil du Fujō-ō, réputé extrêmement dangereux, capable de répandre miasmes et germes provoquant de nombreuses maladies. Il s'agit des restes du démon éponyme que le moine fondateur de la secte, Fukaku, avait combattu et vaincu 140 ans auparavant grâce à un sabre possédé: le sabre Kurikara, considéré comme un trésor de la secte. L'œil n'ayant pu être détruit, il est conservé précautionneusement dans les profondeurs du temple, scellé et sous bonne garde. 10 ans avant l'intrigue, la secte a choisi face à de grandes difficultés de rejoindre l'Ordre de la Croix-Vraie.
Rin s'y rend avec la classe en mission et y découvre que Ryūji est le fils du supérieur de la secte avant d'apprendre l'histoire du Fujō-ō et de découvrir comment son père avait pris possession du sabre Kurikara.
On découvre rapidement qu'il n'y avait en fait pas un mais deux yeux, l'autre étant conservé dans les tréfonds de l’académie avant d'être dérobé, d'où la raison d'organiser une mission pour protéger le second. Ces deux yeux constituent en réalité les deux moitiés du cœur du Fujō-ō, dont le corps est en fait scellé, dé-séché, sous l'ancien temple dans la montagne.

##### Famille Suguro
La famille Suguro descend directement du moine Fukaku, faisant de son héritier le supérieur de la secte.
Tatsuma Suguro (勝呂 達磨, Suguro Tatsuma)
Père de Ryūji et 17ème supérieur de la secte Myôda. Il est considéré comme un misérable bonze alcoolique qui ne fait rien pour redresser la situation peu reluisante de son temple. Ryūji lui semble particulièrement lui en tenir rancune. Mais derrière cette face se cache un puissant Exorcist.
Torako Suguro (勝呂 虎子, Suguro Torako)
Mère de Ryūji. Patronne du ryokan Toraya, ses revenus servent à soutenir le temple en sévère difficulté.
Le père de Tatsuma
16ème supérieur de la secte, il décède durant la Nuit Bleue.

##### Famille Shima
Yaozō Shima (志摩 八百造, Shima Yaozō)
Takezō Shima
Fils ainé de la famille Shima, il est décédé durant la Nuit Bleue.
Jūzō Shima (志摩 柔造, Shima Jūzō)
Second fils de la famille Shima
Jun Shima (志摩  盾, Shima Jun)
Première fille de la famille Shima, elle est mariée à Rokusuke et ont une fille, Ten, et un fils, Kensuke.
Gōzō Shima (志摩 剛造, Shima Gōzō)
Troisième fils de la famille Shima, il travaille outre-mer pour une branche étrangère de l'Ordre de la Croix-Vraie.
Kinzō Shima (志摩  金造, Shima Kinzō)
Quatrième fils de la famille Shima
Renzō Shima (志摩  練造, Shima Renzō)
Cinquième fils de la famille Shima, il travaille comme agent double pour l'académie de la Croix-Vraie et pour Illuminati. Il est aussi capable d'invoquer Yamantaka, un démon de haut-rang hérité de son frère ainé Takezō après sa mort lors de la Nuit Bleue.
Yumi Shima (志摩  弓, Shima Yumi)
Seconde fille et dernier enfant de la famille Shima.

##### Famille Hōjō
Uwabami Hōjō (宝生  蟒, Hōjō Uwabami)
Exorciste bouddhiste de niveau supérieur 1, il dispose des qualifications de « Paladin » et d'« Aria ». En tant que sôjô, il gère aux côtés de Yaozô la secte Myôda.
Mamushi Hōjō (宝生  蝮, Hōjō Mamushi)
Exorciste bouddhiste de niveau moyen 1, elle dispose des qualifications de « Paladin » et d'« Aria » et est capable de faire surgir un nâga de sa main. Elle a une dent contre les Shima. Mais elle se mariera avec Jūzō.
Nishiki Hōjō (宝生  錦, Hōjō Nishiki)
Ao Hōjō (宝生  青, Hōjō Ao)

##### Famille Miwa
Les parents de Konekomaru sont tous deux décédés durant la nuit bleue.
Shigemichi Kumagai
Chika Minami
Hajime Narumi
Haruta Shishamo
Masato Chigusa

#### Famille Kamiki
Tamamo Kamiki
Tsukumo Kamiki

#### Branche mère de l'Ordre de la Croix-Vraie, Vatican
Grigori
Arthur Auguste Angel (アーサーオーギュストエ, Āsā ōgyusuto e)
Le nouveau Saint Paladin. Il a pour ordre, par les Grigoris, d’interroger Mephisto et capturer Rin comme preuve de sa trahison. Il utilise l’épée démon Caliburn qui semble avoir une volonté propre. Il exècre les démons aussi bien que Rin, qui est pourtant mi-humain mi-démon. Il vient de la section 13 et est tenu au secret par un pacte de Morinas bien qu'il ait perdu tout souvenir de son enfance.
Yuri Egin (ユリ・エギン, Yuri Egin)
Selon l'anime, Yuri était la mère de Rin et Yukio et la femme de Satan. Rejetée en tant que sorcière par les exorcistes, elle avait été condamnée à la mort, elle et ses enfants. Fujimoto Shiro et Mephisto étaient les exorcistes chargés de cette mission, mais ils rédigèrent un faux rapport comme quoi les condamnés avaient été tués. Elle mourra en mettant Rin et Yukio au monde, qui furent adoptés par Shiro.
Dans le manga, Shura dit qu'elle était fascinée par cette femme douce et attentionnée qu'elle n'a rencontrée qu'une fois.

### Démons
Satan
Astaroth
Amaimon (アマイモン, Amaimon)
Aussi connu comme le « Roi de la Terre », Amaimon est le septième seigneur démoniaque. Il est aussi le demi-frère de Rin et Yukio. Contrairement à son père et son frère aîné Méphisto, Amaimon montrait peu d’intérêt à Rin avant leur première rencontre. Depuis sa défaite, il montre de véritables intentions meurtrières envers lui. Raccord avec son titre, Amaimon a un vaste contrôle sur la terre et a été en mesure de provoquer un tremblement de terre tout en étant cloué au sol par Rin. Son nom est dérivé du démon Amaymon. Il n'est pas spécialement intéressé par les humains mais il aide Mephisto depuis qu'il lui a offert son réceptacle. Il possède un familier nommé Béhémoth, c'est un gobelin.
Il a passé un bon moment piégé dans le démon bloqueur de temps de Samaël, avant d'être libéré, puis enchaîné, puis inscrit à l'academie sous le nom de son réceptacle : Ambrosius Faust.
Fujō-ō
Fujō-ki

### Illuminati
Lucifer (ルシフェル, Rushiferu)
Homare Tōdō (藤堂 誉, Tōdō Homare)
Saburōta Tōdō (藤堂 三郎太, Tōdō Saburōta)
Lund & Strom
Michael Gedōin (外道院　ミハエル, Gedōin Mihaeru)
Maria Yoshida (吉田  マリア, Yoshida Maria)

### Autres
Reiji Shiratori (白鳥 零二, Shiratori Reiji)

## Univers deBlue Exorcist

### Classes des exorcistes
- Masho (魔障, Mashō?) : Le Masho (aussi appelé "traumatisme malin") est un terme ancien bouddhiste, qui signifie littéralement obstacles démoniaques. Normalement, les humains ne peuvent pas voir les démons, cependant, une fois qu'une personne entre en contact avec un démon (via une blessure par exemple), elle acquiert la capacité de voir les démons pour le reste de sa vie. Toute personne désirant devenir un exorciste doit passer par un Masho comme première étape.
- Meister (称号(マイスター), Maisutā?) : Pour qu'un individu puisse devenir un exorciste, il doit obtenir le titre de « Meister », terme allemand signifiant Maître en français. Un Meister est un individu spécialisé dans un style de combat, la plupart des exorcistes possèdent plusieurs spécialisations. Ces derniers sont classés en cinq catégories :

1. Paladin (骑士(ナイト), Naito?) : Exorciste spécialisé dans le combat rapproché, il combat à l'aide d'une arme au corps à corps. Les Meisters qui ont le titre de « Chevalier » sont aptes à utiliser des armes démoniaques (armes puissantes possédées ou liées à un démon).
2. Dragon (竜骑士(ドラグーン), Doragūn?) : Exorciste qui se bat en utilisant les armes à distance, principalement des armes à feu.
3. Dresseur (手骑士(テイマー), Teimā?) : Exorciste qui peut invoquer et contrôler des démons pour combattre. Ces démons sont appelés « familiers ». Invoquer un familier nécessite un cercle magique, dessiné sur le sol, un morceau de papier ou même sur son corps. Si le cercle magique est effacé ou altéré d'une quelconque manière, le familier disparait. Le Meister fait couler son sang sur le cercle magique et récite l'invocation qui lui vient à l'esprit. Être Dresseur est un talent inné et rare nécessitant une grande force spirituelle et mentale. Si le Dresseur manque de confiance, le familier peut se retourner contre lui. Les plus puissants Dresseurs peuvent créer des incantations uniques, voire se passer de cercles d'invocations selon leur lien avec leur familier. Un exorciste peut posséder un familier ou invoquer un démon sans être un Dresseur.
4. Aria (咏唱骑士(アリア), Aria?) : Exorciste se battant en récitant des psaumes capables de détruire les démons. Le « Verset Fatal » est différent pour chaque démon et est tiré de textes sacrés (écritures bibliques, bouddhistes, etc.). Un Aria doit avoir un talent pour la mémorisation et la déduction. Comme le « Verset Fatal » doit être récité en entier sans arrêt ni faute pour fonctionner, les Aria sont très passifs et les cibles prioritaires des démons. Tout comme les Dresseurs, les plus puissants Aria peuvent créer des incantations uniques.
5. Soigneur (医工骑士(ドクター), Dokutā?) : Meister qui a les connaissances pour guérir les plaies et les blessures infligées par des démons.

### Grades des exorcistes
Page (祓魔师塾生(ペイジ), Peiji) : Avant de devenir un exorciste, l'individu commence son apprentissage en étant « Page ».
Esquire (候补生(エクスワイア), Ekusuwaia) : Le rang au-dessus d'un Page. Pour devenir un écuyer, un page doit réussir l'examen d'autorisation Esquire. L'examen met à l'épreuve l'esprit d'équipe des Pages. Les esquires n'ont généralement que des emplois subalternes, comme le nettoyage des cages des démons, en aidant à collecter des échantillons, etc. En plus de leurs nouvelles responsabilités, ils continuent également d'étudier la démonologie.
- Inférieur de seconde classe : le titre pour les plus bas des exorcistes.
- Inférieur de première Classe
- Moyen de seconde classe
- Moyen de première classe
- Supérieur de seconde classe
- Supérieur de première classe
- Chevalier honoraire
- ArchKnight : ils sont au nombre de quatre
- Saint Paladin : le plus haut titre décerné au plus fort de tous les exorcistes, il n'y a qu'un seul saint paladin à la fois.

## Manga

### Fiche technique
- Édition japonaise : Shūeisha
  - Nombre de volumes sortis : 32[5]
  - Date de première publication : août 2009
  - Prépublication : Jump Square, avril 2009[6]
- Édition française : Kazé/Crunchyroll
  - Nombre de volumes sortis : 30[7],[8]
  - Date de première publication : mai 2010[9]
  - Format : 115 × 175 mm

### Arcs
Le manga peut être divisé en différents arcs narratifs :
- Arc d'inscription de l'école Cram Exorcist (chapitres 1 à 7)

L'arc d'inscription de l'école Cram Exorcist est le premier arc de la série.
Après avoir découvert qu'il est le fils de Satan, Rin Okumura s'inscrit à la True Cross Academy après le décès de son père, Shiro Fujimoto. Protégé par l'ami de Fujimoto, Mephisto Pheles, Rin cache son identité et tente de s'intégrer tout en s'entraînant à devenir un exorciste.
- Arc de combat vivant de candidat exorciste (chapitres 8 à 15)

L'arc de combat vivant de candidat exorciste est le deuxième arc de la série.
Rin Okumura tente de se lier d'amitié avec les autres Exwires de la Cram School tout en s'entraînant avec eux. Cependant, lors d'un test de camping, Amaimon attaque le groupe. Pour tenter de sauver ses amis, Rin révèle son secret en tant que fils de Satan. Une fois la bataille terminée, Rin est capturé par Arthur A. Angel et amené devant les Grigori. Méphisto Pheles fait un pari avec le True Cross Order pour voir si Rin a ce qu'il faut pour devenir la meilleure ligne de défense de l'humanité contre Satan.
- Arc du Roi Impur de Kyoto (chapitres 16 à 34)

L'arc du Roi Impur de Kyoto est le troisième arc de la série.
Après avoir échoué à récupérer l'Œil droit du roi impur , les ex - fils sont envoyés à Kyoto pour protéger l'œil gauche du roi impur. À Kyoto, ils rencontrent la famille de Ryuji Suguro et le Myōō Dharani. Pendant ce temps, les Exwires apprennent à apprendre que Rin est le fils de Satan , et Rin tente de regagner leur confiance en s’entraînant à contrôler ses flammes. En dépit des efforts de récupération, l'œil gauche se fait voler et le roi impur est ravivé.
- Arc de la terreur du Kraken (chapitres 35 à 37)

L'arc de Kraken est le quatrième arc de la série.
Un événement similaire figure dans un seul épisode de l'anime. Après la bataille avec le roi impur, les forces de la True Cross Academy s’arrêtent à Atami Sunrise Beach afin de faire face à la menace d’un terrifiant Kraken.
- Arc de la True Cross Academy Festival (chapitres 38 à 49)

L'arc de la True Cross Academy Festival est le cinquième arc de la série.
Après les événements à Atami Sunrise Beach, les étudiants de True Cross Academy se préparent pour un festival annuel.
- Arc Illuminati (chapitres 50 à 64)

L'arc IIluminati est le sixième arc de la série.
- Arc de l'examen d'exorciste (chapitres 65 à 73)

L'arc de l'examen d'exorciste est le septième arc de la série.
- Arc Aomori (chapitres 74 à 80)

L'arc Aomori est le huitième arc de la série.
Appelés à quitter leurs fonctions, les jumeaux Okumura sont envoyés en mission à la recherche de Shura Kirigakure.
- Arc de l'enquête de la Nuit Bleu (chapitres 81 à 99)

L'arc de l'enquête de la Nuit Bleu est le neuvième arc de la série.
- Arc du souvenir de la Nuit Bleu (chapitres 100 à 120)

L'arc du souvenir de la Nuit Bleu est le dixième arc de la série.
- Arc de la toile (chapitres 121 à ...)

L'arc de la toile est le onzième arc de la série.

## Anime

### Série télévisée

Logo de la saison 2, Blue Exorcist Kyōto Saga.

L'adaptation en anime a été annoncée en novembre 2010 sur le site internet du magazine Jump Square. Diffusée entre le 17 avril 2011 et le 2 octobre 2011 au Japon, la série comporte trois saisons. La première compte 25 épisodes (ainsi qu'un OAV). Le studio a aussi créé trois mini-bonus (dit omake en japonais), reprenant souvent les planches bonus de la fin du manga. La saison 1 suit globalement l'histoire du manga mais étant donné que le manga n'était pas terminé au Japon, elle possède une fin qui lui est propre. C'est à partir de l'épisode 16 que l'histoire de la saison prend un autre tournant que celle du manga.
La seconde saison a été annoncée en juin 2016. Celle-ci est diffusée à partir du 6 janvier 2017 au Japon et en simulcast sur Anime Digital Network et Wakanim dans les pays francophones. Elle reprend la série à l'épisode 15 de la saison 1 mais les épisodes 16 et 17 continuent à suivre la trame du manga.
Une suite de la série d'animation est annoncée en décembre 2022 lors du Jump Festa '23. La troisième saison de l'animé adapte les volumes 10 à 15. Cette saison a commencé le 6 janvier 2024 au Japon et en simulcast sur Crunchyroll dans les pays francophones avec une VF annoncé et qui commencent entre la nuit du 3 au 4 février 2024 sur Crunchyroll.
Une quatrième saison est annoncée le 24 mars 2024, après la diffusion du dernier épisode de la troisième saison lors du Anime Japan 2024. Cette saison s'intitule Yuki no Hata-hen. Le premier épisode est sorti le 5 octobre 2024.

#### Liste des épisodes
| Saisons | Saisons | Nombre d'épisodes | Diffusion originale | Diffusion originale |
| Saisons | Saisons | Nombre d'épisodes | Début de saison     | Fin de saison       |
| ------- | ------- | ----------------- | ------------------- | ------------------- |
|         | 1       | 25                | 17 avril 2011       | 2 octobre 2011      |
|         | 2       | 12                | 7 janvier 2017      | 24 mars 2017        |
|         | 3       | 12                | 6 janvier 2024      | 23 mars 2024        |
|         | 4       | 12                | 5 octobre 2024      | 21 décembre 2024    |
|         | 4       | 12                | 4 janvier 2025      | 22 mars 2025        |

#### Arcs
Voici l’organisation chronologique des épisodes et arcs :
Saison 1
1. Arc Inscription de l'école Cram (épisodes 1 à 9)
2. Arc Combat vivant de candidat (épisodes 10 à 17)
3. Arc Exclusif à l'anime (filler) (épisodes 17 à 25)

Saison 2
1. Arc Roi Impur de Kyoto (épisodes 1 à 12)

Saison 3
1. Arc True Cross Academy Festival (épisodes 1 à 4)
2. Arc Illuminati (épisodes 5 à 12)

Saison 4
1. Arc Examen d'Exorciste (épisodes 1 et 2)
2. Arc Aomori (épisodes 3 à 6)
3. Arc Enquête de la Nuit Bleu (épisodes 6 à 12)
4. Arc Souvenir de la Nuit Bleu (épisodes 13 à 24)

#### Génériques
| Début             | Début                        | Début             | Fin               | Fin                      | Fin          |
| Épisodes          | Titre                        | Artiste(s)        | Épisodes          | Titre                    | Artiste(s)   |
| ----------------- | ---------------------------- | ----------------- | ----------------- | ------------------------ | ------------ |
| S1 : 1 - 12 + OAV | Core Pride                   | Uverworld         | S1 : 1 - 12 + OAV | Take Off                 | 2PM          |
| S1 : 13 - 25      | In My World                  | rookiez is Punk'd | S1 : 13 - 25      | Wired Life               | Meisa Kuroki |
| S2 + OAV          | Itteki no Eikyō (一滴の影響) | Uverworld         | S2                | Kono Te de (コノ手デ)    | Rin Akatsuki |
| S3                | Eye's Sentry                 | Uverworld         | S3                | Gakkyū Nisshi (学級日誌) | Mulasaki-Ima |
| S4 : 1 - 12       | Re Rescue                    | Reo               | S4 : 1 - 12       | Tsurara (ツララ)         | Yobahi       |
| S4 : 13 - 24      | Tsūkaku (痛覚)               | Amazarashi        | S4 : 13 - 24      | Overlap (オーバーラップ) | Amazarashi   |

### Film d'animation
L’adaptation en film d'animation est annoncée en septembre 2011 dans le magazine Jump Square. Il est sorti le 28 décembre 2012 au cinéma japonais. La version Blu-ray est sortie le 3 juillet 2013. Il est sorti en France en DVD et Blu-ray le 6 novembre 2013 édité par Kazé.
Il y a deux nouveaux personnages dans le film : Usamaro, un petit garçon qui est aussi un démon et Cheng-Long Liu, un nouvel exorciste qui a les cheveux blond. Un festival qui se tient tous les 11 ans est sur le point de commencer. À l’intérieur de l’académie de la Croix-Vraie, l’émotion est à son comble, et les exorcistes créent des barrières pour empêcher les démons d'attaquer et de gâcher la fête. Après avoir stoppé un train fantôme incontrôlable, Rin revient avec un mystérieux petit démon à l’apparence enfantine du nom d’Usamaro. Pendant ce temps, Cheng-Long Liu, un puissant exorciste de Taïwan, arrive au Japon.
La musique du générique de fin est REVERSI créé par le groupe de rock japonais UVERworld.

## Produits dérivés

### Série dérivée
Une série dérivée intitulée Salaryman Futsumashi Okumura Yukio no Aishū (サラリーマン祓魔師 奥村雪男の哀愁) est publié le 19 avril 2013 dans le magazine Jump SQ.19. Prévu pour être un one shot, le manga est devenu une série à partir du 19 octobre 2013. Cette série est écrite par Sasaki Minoru sous la supervision de Kazue Kato et raconte la vie de Yukio Okumura, le frère de Rin.

### Publications
- Light novel
Plusieurs light novels sont sortis.
Le premier, nommé Week End Hero, est sorti le 2 septembre 2011 au Japon[26] et le 19 novembre 2014 en version française[27] ;
Le deuxième, nommé Home Sweet Home, est sorti le 4 décembre 2012[28] ;
Le troisième, nommé Bloody Fairytale, est sorti le 4 mars 2014[29] ;
Un autre light novel, reprenant l'histoire du film d'animation, est sorti le 28 décembre 2012[30].
One shot
Un one shot nommé Time Killers, contenant plusieurs œuvres de l'auteur, est sorti le 4 octobre 2011 au Japon[31] et le 6 juillet 2012 en France[32].
Artbook
Un premier artbook nommé Color Archive - Animation & Comic Visual Guidebook est sorti le 4 avril 2011[33] ;
Un deuxième artbook nommé Pocket Gallery - Color Collection est sorti le 4 octobre 2011 au Japon[34] et le 19 novembre 2014 en version française[35] ;
Un troisième artbook nommé COLOR　BIBLE est sorti le 4 novembre 2011[36].
Guidebook
Un guidebook intitulé Blue Exorcist: Seijûji Kishidan Guide (青の祓魔師 正十字騎士団ガイド?) est sorti le 4 février 2014 au Japon[37] et le 19 novembre 2014 en version française[38].

### Jeu vidéo
Un jeu vidéo nommé Ao no Exorcist: Genkoku no Labyrinth est sorti le 26 avril 2012 sur PlayStation Portable au Japon.

### Figurines
Plusieurs figurines à l'effigie des différents héros sont fabriquées par Megahouse et Banpresto.